# 北京地下鉄SFM13型電車
北京地下鉄SFM13型電車（ペキンちかてつSFM13がたでんしゃ）は、北京地下鉄昌平線で運転されている電車。

## 概要
SFM13型電車は四方機車車輌で27編成（162両）生産され、2010年12月30日より、昌平線の開業と共に運転開始された。

## 編成
両端の先頭車が制御車、中間車4両が電動車からなる、MT比4M2Tの6両編成である。
| スタブアイコン | サブスタブ | この項目は、まだ閲覧者の調べものの参照としては役立たない、鉄道に関連した書きかけの項目です。この項目を加筆・訂正などしてくださる協力者を求めています（P:鉄道/PJ:鉄道）。 |